# دونغ (قومية)
الدونغ (بالصينية: 侗族)، ويعرفون أيضا باسم كام، هي مجموعة عرقية من شعب كام سوي في جنوب الصين، وهي إحدى 56 مجموعة عرقية معترف بها من قبل جمهورية الصين الشعبية.
يبلغ عدد قومية دونغ 2,960,293 نسمة وينتشرون بصورة عامة في مقاطعات هونان وقويتشو وقوانغشي.
و تعتبر الزارعة هي الشكل الإنتاجي لأبناء هذه القومية (دونغ) وبعضهم يعمل في التشجير.
تقع قرى قومية دونغ على ضفاف الأنهار في مناطق جبلية ومعظمهم يسكنون في بيوت لها سياج من طابقين أو ثلاثة طوابق.
ولغة دونغ (كام) ليس لها نص تقليدي خاص بها. يستخدم شعب كام أحيانًا الأحرف الصينية لتمثيل أصوات كلمات كام. تم تطوير الأبجدية اللاتينية في عام 1958، لكنها ليست مستخدمة كثيرًا بسبب نقص المواد المطبوعة والمعلمين المدربين.